# Hoplia tesari
Hoplia tesari är en skalbaggsart som beskrevs av Guido Sabatinelli 1983. Hoplia tesari ingår i släktet Hoplia och familjen Melolonthidae. Inga underarter finns listade i Catalogue of Life.